# Catalinia
Genre
Catalinia est un genre de scorpions de la famille des Vaejovidae.

## Distribution
Les espèces de ce genre se rencontrent aux États-Unis dans le Sud de la Californie et au Mexique dans le Nord de la Basse-Californie.

## Liste des espèces
Selon The Scorpion Files (21/08/2020) :
- Catalinia andreas (Gertsch & Soleglad, 1972)
- Catalinia ayreyi Teruel & Myers, 2019
- Catalinia castanea (Gertsch & Soleglad, 1972)
- Catalinia minima (Kraepelin, 1911)
- Catalinia thompsoni (Gertsch & Soleglad, 1972)

## Publication originale
- Soleglad, Ayrey, Graham & Fet, 2017 : « Catalinia, a new scorpion genus from southern California, USA and northern Baja California, Mexico (Scorpiones: Vaejovidae). » Euscorpius, no 251, p. 1-64 (texte intégral).